# Cestrum guatemalense
Cestrum guatemalense är en potatisväxtart som beskrevs av Francey. Cestrum guatemalense ingår i släktet Cestrum och familjen potatisväxter. Utöver nominatformen finns också underarten C. g. gracile.

## Bildgalleri

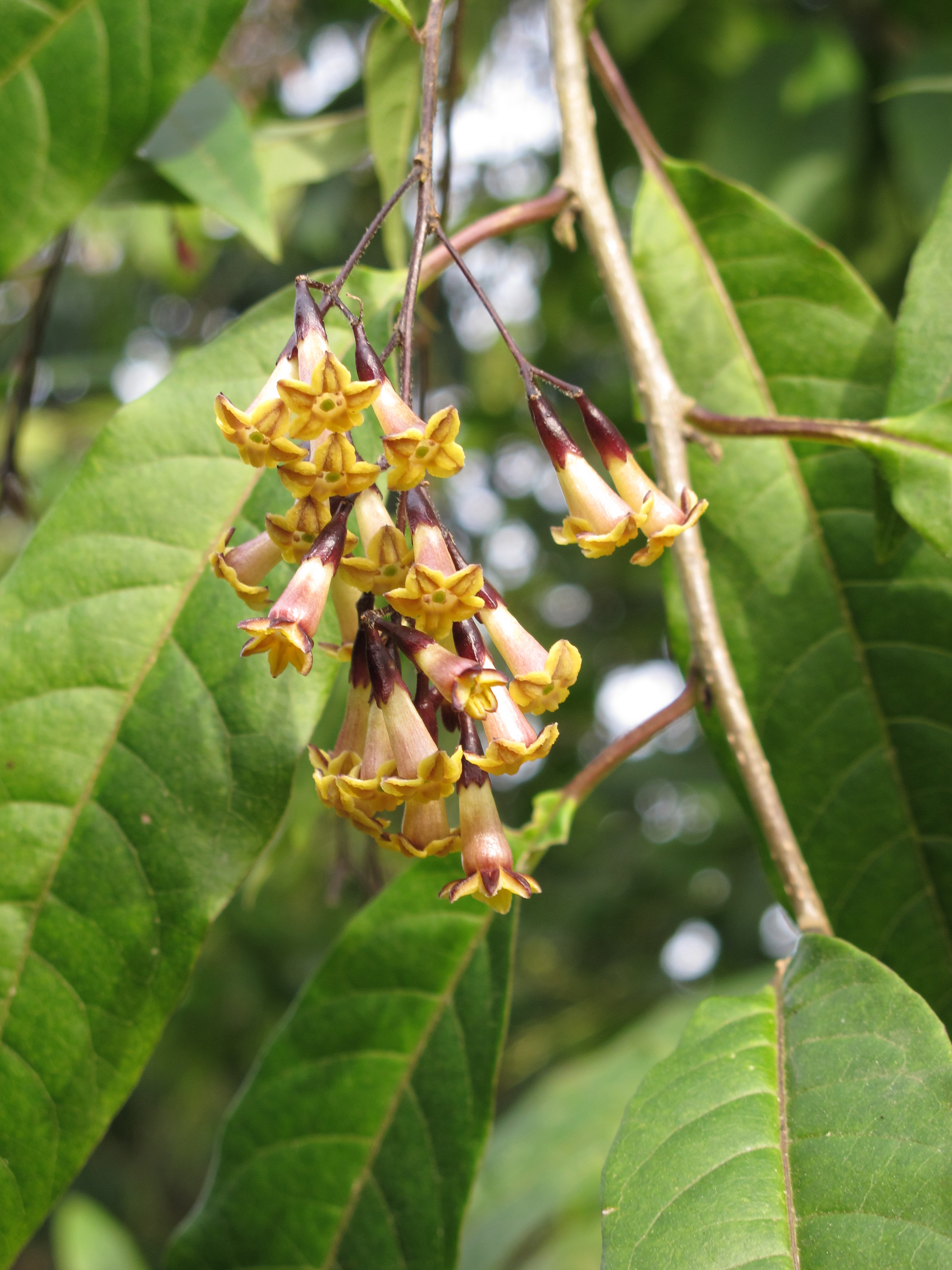
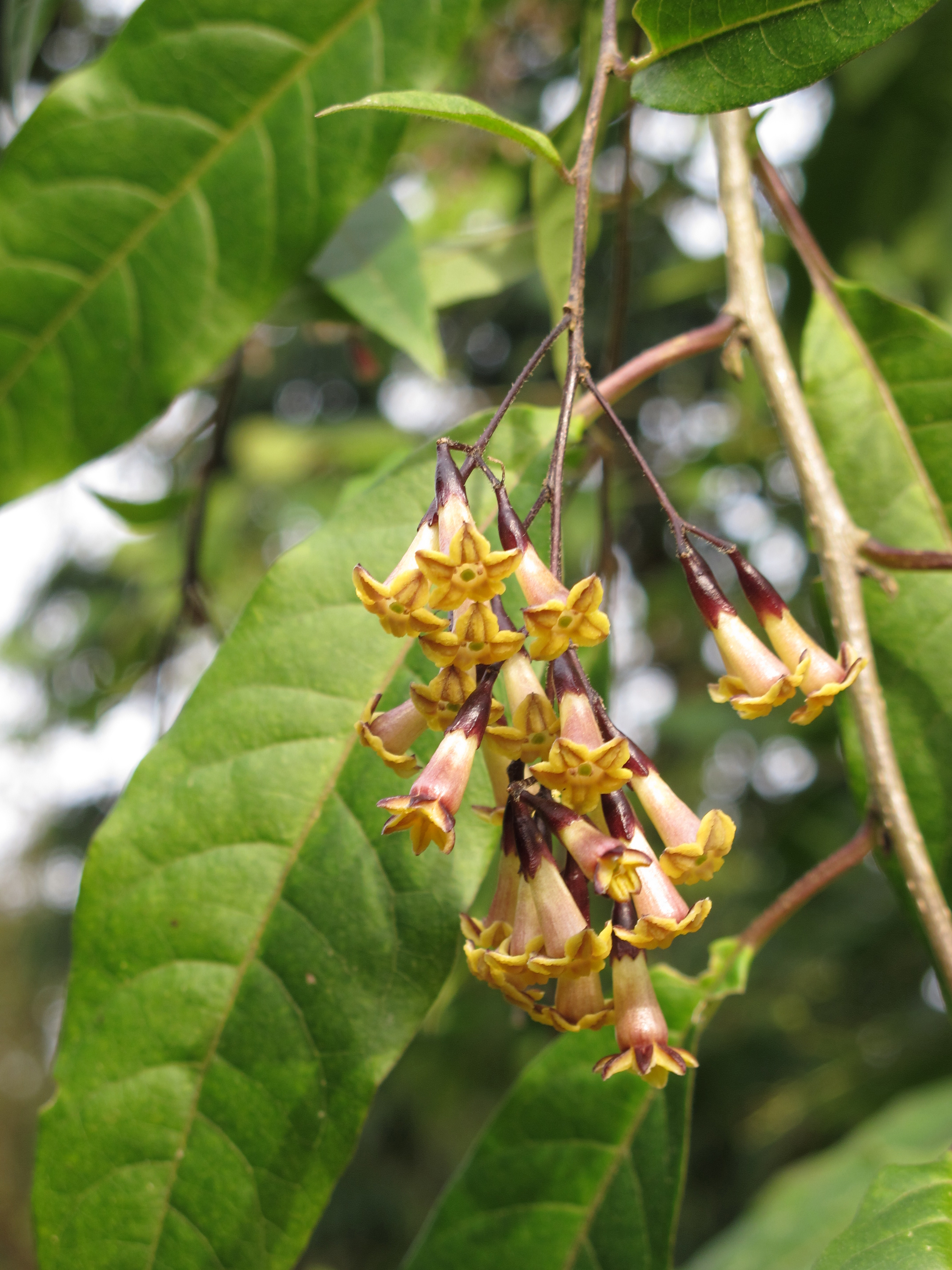